# Paintball

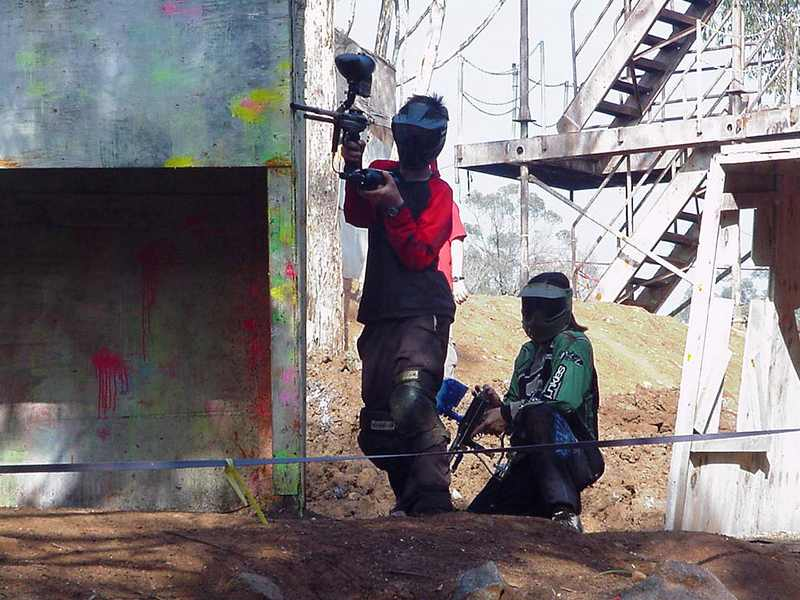
Zawodnicy podczas gry w paintball

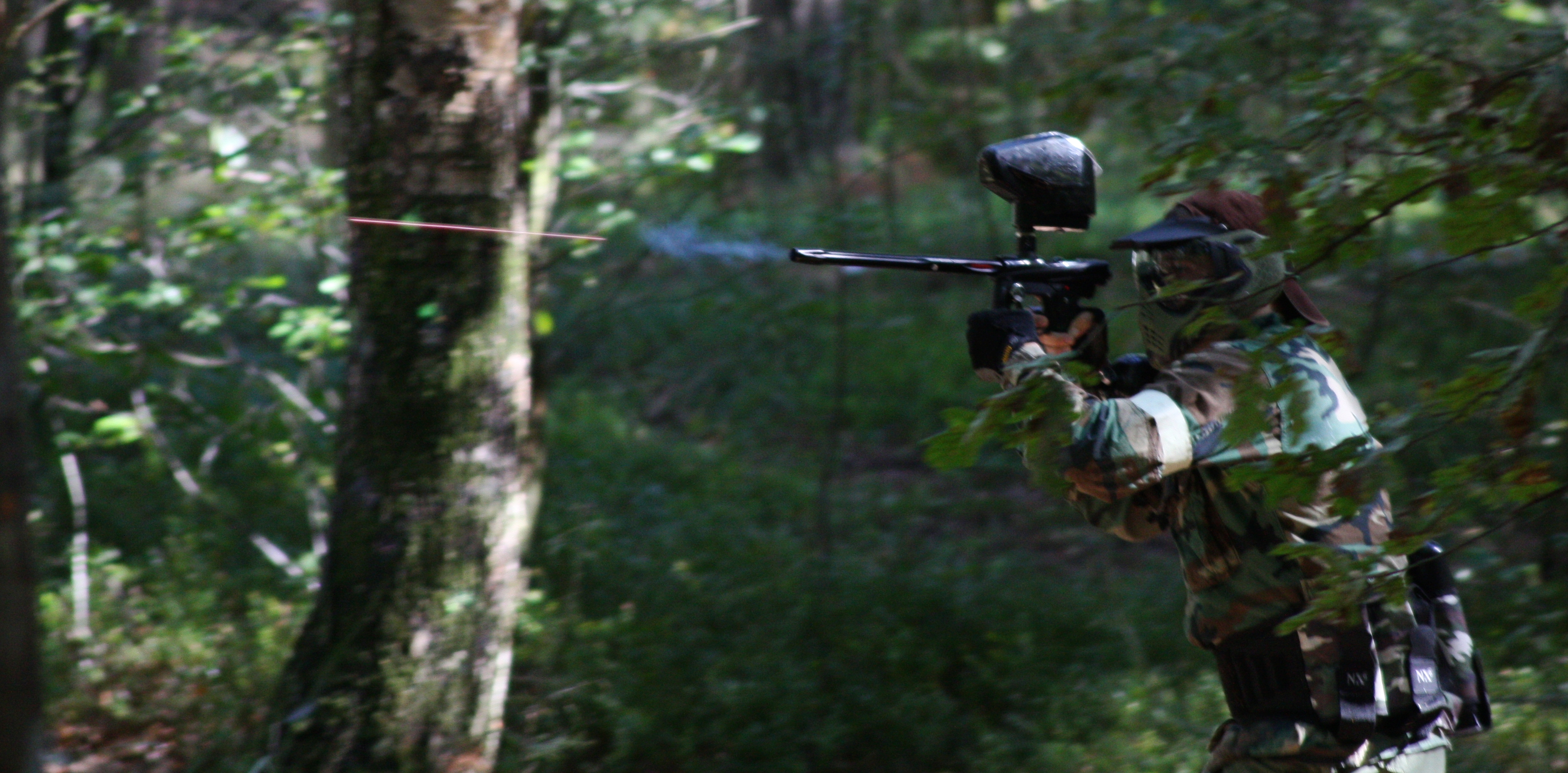
Kulka z farbą wystrzeliwana z markera podczas rozgrywki

Paintball – rodzaj gry zespołowej, polegającej na prowadzeniu pozorowanej walki przy użyciu markerów, urządzeń zbliżonych kształtem i zasadą działania do broni pneumatycznej, które za pomocą sprężonego powietrza lub dwutlenku węgla wyrzucają kulki wypełnione farbą na bazie żelatyny spożywczej. Trafienie przeciwnika, podczas którego kulka rozbija się, pozostawiając kolorowy ślad (nazywany przez graczy splatem) na ciele, masce bądź markerze zawodnika, powoduje jego eliminację z gry.

## Historia
Sprzęt do paintballa pojawił się w USA już w latach 50. XX w. i był wykorzystywany przez służby leśne do znaczenia drzew z odległości, jak również w rolnictwie do znaczenia bydła. Dopiero w maju 1981 trzej przyjaciele z Hampshire: Bob Gurnsey, Hayes Noel, Charles Gaines wpadli na pomysł bezkrwawej rozgrywki, wykorzystując markery służące do znakowania bydła, w celach rozrywkowych. 27 czerwca 1981 rozegrano pierwszą grę: 12 zawodników zabawiło się w „capture the flag”. Zwycięzca nie oddał ani jednego strzału. Zabawa nabrała rozgłosu (między innymi dzięki nagłośnieniu przez media), spodobała się i ruszyła w świat. Początkowo paintball określano mianem Survival, ale dość szybko nazwa ta ustąpiła obecnej. Od tego czasu nastąpił szybki rozwój paintballa na całym świecie, pojawili się wytwórcy odpowiedniego wyposażenia dla grających, ustalono zasady i wymogi bezpieczeństwa. Początkowo zabawa grup pojedynczych entuzjastów, często o zainteresowaniach myśliwskich lub militarystycznych, przekształciła się w sport dostępny dla większości osób. 

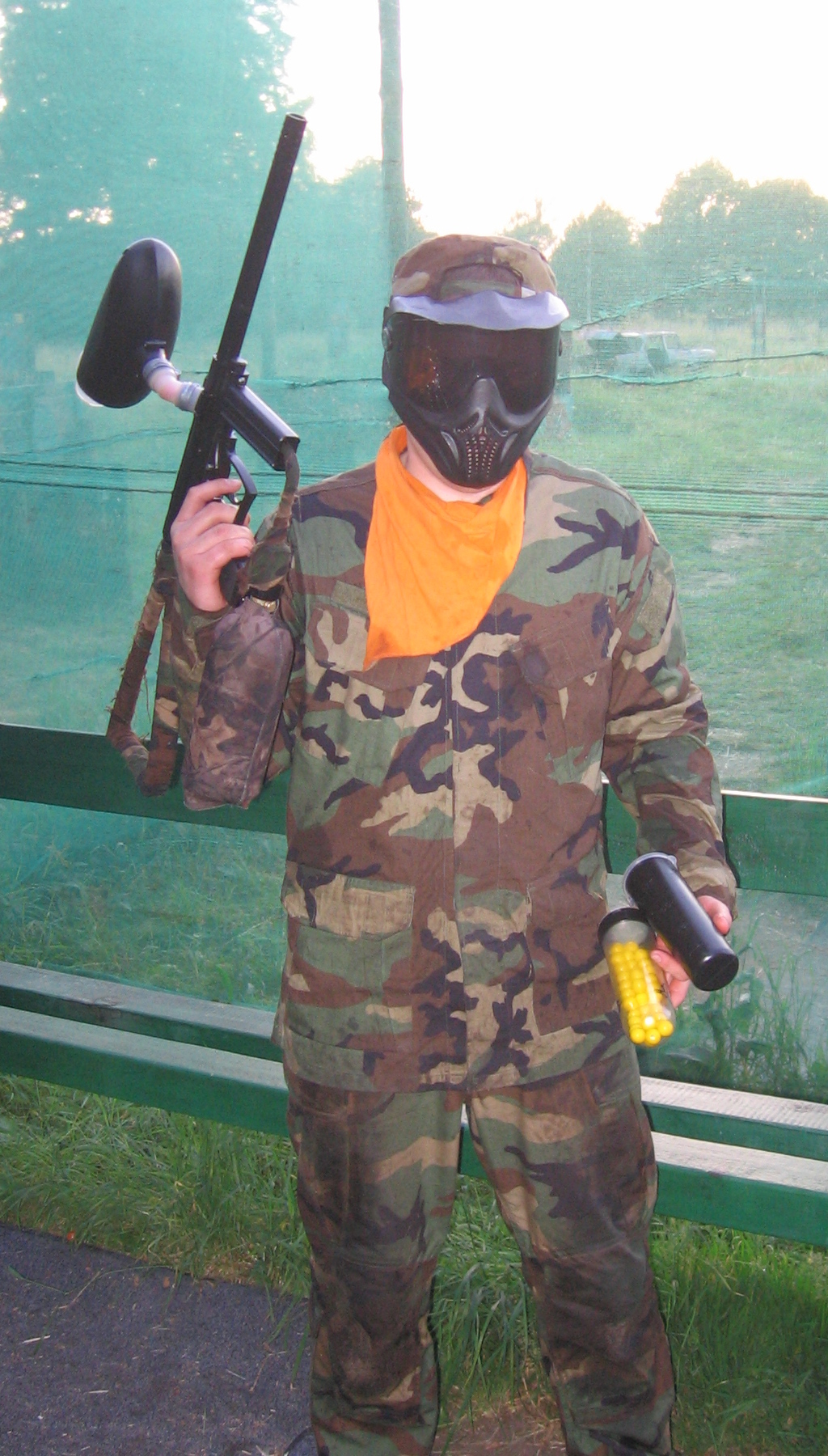
Gracz w kombinezonie, w masce, z markerem i zapasowym ładunkiem kulek

## Zasady bezpieczeństwa
Z racji tego, że w paintballu ma się do czynienia z bronią, zachowanie zasad bezpieczeństwa jest sprawą kluczową.

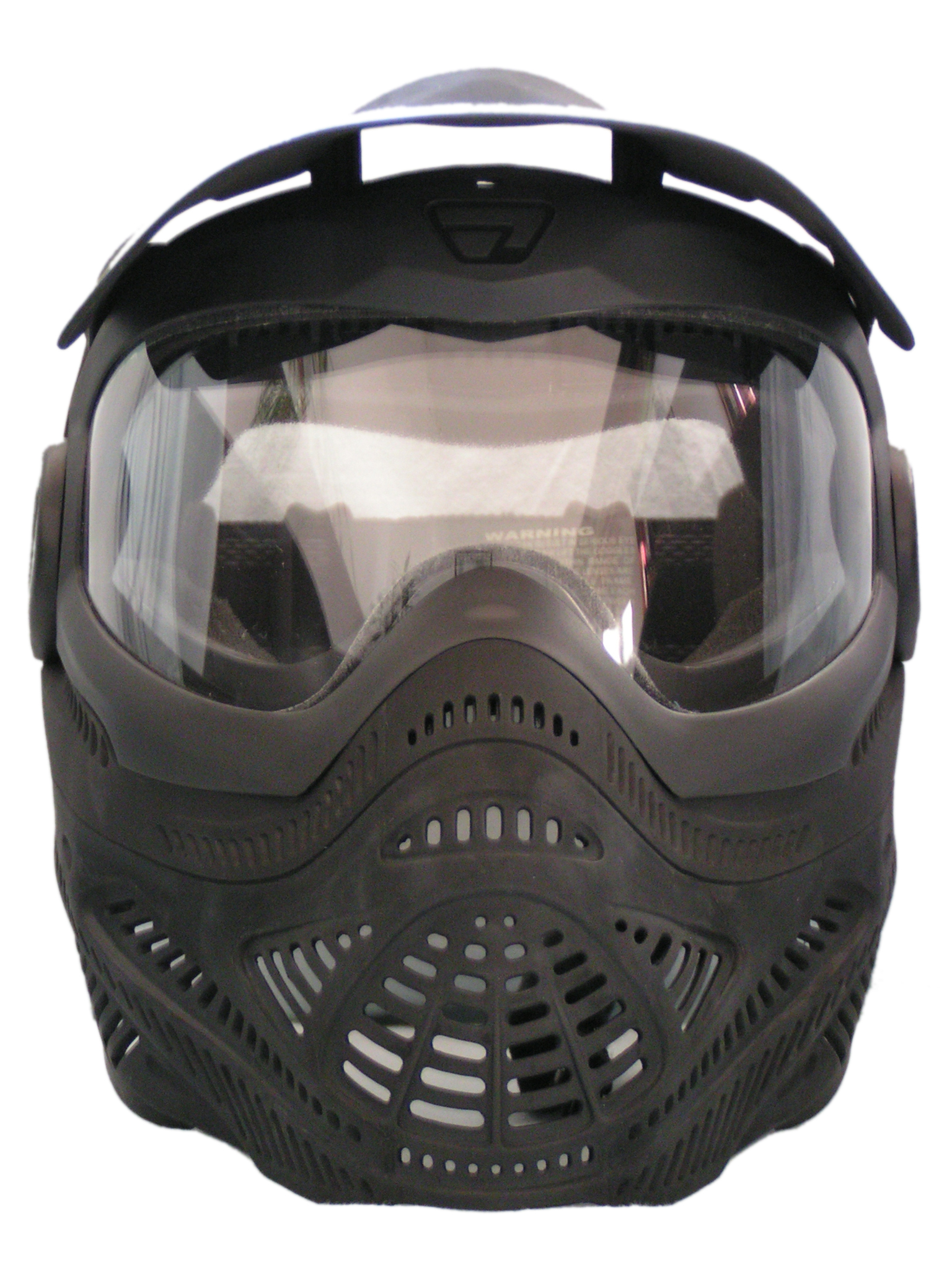
Maska ochronna do gry w paintball

### Maska ochronna
Najbardziej narażone na zranienie są oczy i uszy. Najważniejszą więc zasadą bezpieczeństwa w paintballu jest noszenie maski ochraniającej twarz i głowę w czasie rozgrywek. Maski wykorzystywane w paintballu są zaprojektowane i wykonane z materiałów wytrzymujących bezpośrednie uderzenie kulki lecącej z prędkością ponad 90 m/s. Większość dostępnych na rynku masek, oprócz gogli posiada ochraniacz dolnej części twarzy, ochraniacze uszu oraz daszek. Dostępne są również maski chroniące całą głowę, przydatnych szczególnie w grach scenariuszowych odbywających się wewnątrz budynków.

### Pomiar prędkości wylotowej kulek
Przyjęło się powszechnie, iż maksymalna prędkość wylotowa kulki, zapewniająca bezpieczną grę, to 300 fps (feet per second), której odpowiada prędkość 91,5 m/s, 329,4 km/h. Prędkość ta mierzona jest chronografem - radarowym bądź fotokomórkowym. Prędkość wylotową można zmieniać ręcznie w markerze za pomocą odpowiedniej śruby regulacyjnej, lub też może ona ulec zmianie w wyniku zmian ciśnienia gazu zasilającego marker w wyniku zmian temperatury (zewnętrznej bądź gazu - w wyniku dużej liczny następujących po sobie strzałów) albo w miarę wyczerpywania się gazu w butli. Przekroczenie umownej prędkości wylotowej skutkuje zwiększeniem się zasięgu kulek, ale wzrasta też bolesność po uderzeniu i obrażenia jakie kulka może spowodować. Dobrą praktyką jest mierzenie prędkości wylotowej przed każdym meczem lub scenariuszem. Zdarzają się jednak nieuczciwi gracze, którzy dla poprawienia wyników podkręcają swoje markery – w przypadku wykrycia takiego oszustwa gracze tacy usuwani są z gry.

### Blokada spustu i zatyczki do luf
Każdy sprawny marker dostępny na rynku wyposażony jest w blokadę spustu. Wielu graczy jednak je demontuje, ze względu na możliwość przypadkowego włączenia. Dlatego też stosowane są różnego rodzaju zabezpieczenia wylotu lufy. Mogą mieć one formę gumowego grzybka wciskanego w lufę albo też „torebki” (ang. barrel bag) naciąganej na lufę i zaczepianej o wystające elementy markera. Przypadkowy strzał w przypadku stosowanie zatyczki nie powoduje żadnego zagrożenia. Wspomniane zabezpieczenia powinny być bezwzględnie stosowane poza terenem gry, a ich niestosowanie może być powodem wypadków. W czasie zawodów i dobrze zorganizowanych gier wymóg stosowania barrel bagów jest oczywistą częścią regulaminu i obowiązuje każdego gracza.

## Rodzaje gry
Istnieje wiele rodzajów gry, generalnie zwycięzcą zostaje drużyna, która osiągnie cel ustalony na podstawie przyjętego scenariusza. Zazwyczaj jest to zdobycie flagi przeciwnika, wyeliminowanie wszystkich zawodników, osiągnięcie wyznaczonego punktu w określonym czasie itp. Rozgrywki mogą odbywać się w zamkniętym pomieszczeniu lub (częściej) na świeżym powietrzu. Wśród odmian paintballu wyróżnia się najczęściej: speedball i woodsball.

### Speedball
Speedball to sportowa wersja paintballa. Gra odbywa się na ograniczonym terenie na którym ustawione są sztuczne przeszkody. Rozgrywka w speedballu nazywana jest meczem. Zasady i liczbę graczy zależy od ligi w jakiej rozgrywane są mecze. Główną europejską federacją, organizującą turnieje ligowe (Millennium Series) jest EPBF (European Paintball Federation). W Polsce, za zarządzanie i organizację turniejów odpowiada PLP (Polska Liga Paintballowa).Sędziowanie ww. turniejów, tak w Polsce, jak i w całej Europie, powierzono speedballowej organizacji sędziowskiej EuroRef.

### Woodsball
Woodsball rozgrywany jest w warunkach „naturalnych” – w lesie, na nieużytkach, terenach poprzemysłowych, itp. Gracze stosują w tej odmianie strój maskujący, wojskowy lub zbliżony do wojskowego, umożliwiający kamuflaż, i co istotne, dodający realizmu tej zabawie.
Zdarzają się również rozgrywki opierające się na historycznych działaniach wojennych. Są to tak zwane „scenariusze”. Gracze nie muszą jednak sztywno trzymać się historycznej wersji wydarzeń. Wynik takiej potyczki zależy tylko i wyłącznie od taktyki, umiejętności i zgrania graczy.

### Pump-paintball
W rozgrywkach używane są jedynie pompki. Terenem rozgrywek może być i las, i pole speedballowe. W Polsce jak i na świecie ta odmiana jest dość popularna. Dużo na ten temat - http://www.mcarterbrown.com/

### Stock-paintball
W rozgrywkach używane są jedynie markery stock. Terenem rozgrywek może być i las, i pole speedballowe.

### Magfed-paintball
W rozgrywkach używane są jedynie markery zasilane z magazynków dolnych. Terenem rozgrywek może być i las, i pole speedballowe.

## Sprzęt paintballowy

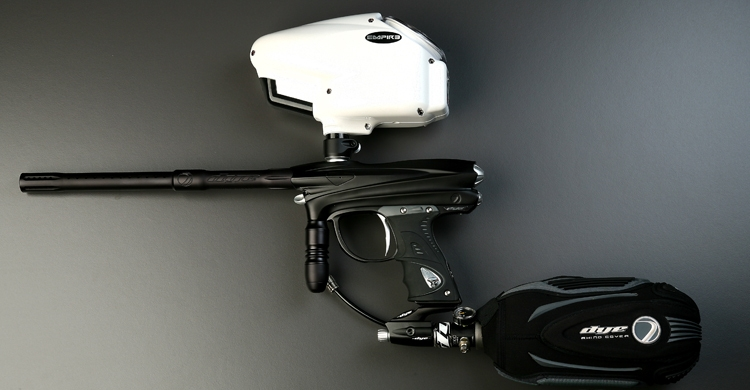
Marker paintballowy

Niezbędnym wyposażeniem gracza paintballowego jest marker paintballowy. Wyróżnia się wiele rodzajów markerów:
- magfed - markery wykorzystujące bardziej realistyczne markery, w których kulki mieszczą się w magazynkach podobnych do magazynków broni palnej.
- stock - markery związane z początkiem paintballa - zasilane z 12g CO2, bez magazynków grawitacyjnych, strzelające tylko ogniem pojedynczym, wymagające każdorazowego przeładowania np. Nelspot 007 czy Splatmaster,
- pompki – przeładowanie markera - wprowadzenie kolejnej kulki do lufy dokonywane jest ręcznie, zasilanie może być różne - CO2 12 g, CO2 z butli, HP.
- semi-automaty (mechaniczne) – przeładowanie kulek i gazu dokonuje się automatycznie po naciśnięciu spustu i wystrzeleniu kulki,
- automaty (elektro-mechaniczne lub elektro-pneumatyczne) – podobnie jak w semi-automatach przeładowanie dokonuje się automatycznie, ale dzięki wbudowaniu w marker układu elektronicznego istnieje możliwość wyboru trybu strzelania po naciśnięciu spustu (np. 1 kulka, 3 kulki albo strzelanie ciągłe).

Do prawidłowego działania markera potrzebne jest zasilanie gazem – najczęściej CO2 lub sprężonym powietrzem (HP – ang. High Pressure). Najbardziej powszechne w Polsce jest zasilanie markerów dwutlenkiem węgla z racji niższych kosztów zakupu butli, jak również ogólnej dostępności tego gazu w punktach sprzedaży gazów. Wadą wykorzystania CO2 jako zasilania dla markera, jest niestabilność ciśnienia wyjściowego oraz min. temperatura otoczenia na poziomie 5 °C. Butle do sprężonego powietrza wykorzystywane w paintballu dostępne są w 2 wersjach w zależności od ciśnienia: 3000 lub 4500 psi.
Niezbędnym wyposażeniem markera jest także magazynek na kulki, określany przez paintballistów mianem spłuczki. Magazynki montowane są zazwyczaj w górnej części markera do tzw. kominka (ang. feed) i mogą być grawitacyjne, gdzie kulki opadają samoczynnie, lub tzw. elektrospłuczki gdzie podawanie kulek do markera wspomagane jest silniczkiem elektrycznym. W markerach stockowych kulki są w rurce równoległej do lufy i do przeładowania wymagane jest każdorazowe pochylenie markera aby kulka mogła się wtoczyć. W markerach mag-fed - kulki są w magazynkach pod markerem i są podawane siłą sprężyny.
Oprócz markera najważniejszym elementem wyposażenia paintballisty jest maska ochronna na twarz.

## Paintball w Polsce
Paintball jest sportem, który rozwija się bardzo dynamicznie, także w Polsce. Dla znacznej części uczestników stanowi jedynie atrakcyjną formę rekreacji, zdarzają się również fascynaci, którzy poświęcają duże nakłady finansowe i czasowe na doskonalenie swoich umiejętności w tej dziedzinie. Organizowane są paintballowe rozgrywki w stylu ligowym. Od drużyn w nich uczestniczących wymagane jest zarówno doskonałe zgranie zawodników, jak i perfekcyjna strategia gry. W Polsce Paintball po raz pierwszy pojawił się w latach 90. XX wieku kiedy to przy współpracy z pismem „Komandos” z Krakowa do Polski z Niemiec przyjeżdżał Zdzisław Duda. Odczyty, pokazy oraz spontaniczne „turnieje”, podczas których ZD wyjaśniał zasady i reguły tego sportu przyczyniły się do powstawania coraz to nowych zespołów i drużyn. Dzisiaj działają 2 ligi: PLP (Polska Liga Paintballowa, rozgrywki 5-osobowe) oraz NLP (Narodowa Liga Paintballowa, rozgrywki 5 i 3-osobowe)
W roku 2009 reaktywowana została Polska Liga Paintballowa oraz powołane zostało stowarzyszenie, które podjęło się organizacji rozgrywek. W 2009 i w 2010 roku PLP zostało podzielone na 2 dywizje: Superliga oraz 2 Liga. W tych latach Superliga składała się z 8 drużyn, a na zwycięzcę czekał tytuł Mistrza Polski. Jednym z czołowych zawodników w Polsce jest aktor, Alan Andersz, występując w drużynie Warsaw United.
W 2010 roku została powołana Narodowa Liga Paintballowa. W ramach ligi NLP są rozgrywane turnieje w formacie 5- i 3-osobowym. Rozgrywki 5-osobowe są podzielone na dwie dywizje - Ekstraklasa oraz II Liga. Limit drużyn w Ekstraklasie to 12, natomiast w II Lidze 24 drużyny. Liga 3-osobowa nazywana jest NLP3. Liczbę rozgrywek 5-osobowych w ciągu sezonu (sezon zaczyna się w połowie marca a kończy się w połowie października) to 5 turniejów. Rozgrywki 3-osobowe to 8 imprez w ciągu sezonu.
W 2012 roku następuje połączenie Polskiej Ligi Paintballowej(PLP) oraz Narodowej Ligi Paintballowej(NLP) w jedną ligę, która obecnie funkcjonuje pod nazwą - Polska Liga Paintballowa(PLP).
Skutecznie działa także liga dla graczy leśnych - Turniej Drużyn Leśnych, którego historia sięga roku 2004, a w edycji 2009, oprócz turnieju ogólnopolskiego, prowadzone są rozgrywki w ramach Konferencji lokalnych - Północnej, Południowej, Wschodniej i Zachodniej (adres strony, wraz z wynikami na żywo www.tdlonline.pl). Gracze leśni rozpoczęli w 2007 r. organizować się w większe grupy rozgrywające wspólnie gry scenariuszowe (np. W.L.K.P. – Wielkopolskie Leśne Kluby Paintballowe adres strony: www.paintball.wlkp.pl). Od 2006 roku w Poznaniu, między innymi z inicjatywy drużyn speedballowych zawiązała się inicjatywa Citypaintball (www.citypaintball.pl), miejskiego centrum szkolenia graczy paintballowych. Obecnie centrum jest siedzibą Wielkopolskiego Klubu Paintballowego, pod którego szyldem działa szkółka paintballowa i są organizowane treningi i sparingi dla wielu polskich drużyn. Treningi prowadzone są z użyciem kulek treningowych - reballi, kulek wielokrotnego użytku.

## Paintball w pop-kulturze
- W filmie Zakochana złośnica bohaterowie Patrick Verona i Kat Stratford grają po ucieczce z 'kozy'.
- W 2005 r. raper B-Real (Cypress Hill) nagrał utwór Play it for Real traktujący o paintballu. B-Real jest również członkiem drużyny Stoned Assassins biorącej udział rozgrywkach amerykańskich lig.
- Członkiem Stoned Assassins był również wokalista Everlast, który w jednym z utworów z płyty White Trash Beautiful śpiewa również o paintballu.
- W filmie RV z Robinem Williamsem rodzina Gornicke’ów ostrzeliwuje markerami samochód rodziny Manro próbując nakłonić ich do zatrzymania.
- W filmie 8. Mila Eminem strzela do radiowozu.
- W filmie Człowiek roku z Robinem Williamsem prezydent wybiera się na mecz w lesie, lecz zawodnicy strzelają do siebie bez magazynków zwanych spłuczkami.
- W jednym z odcinków serialu Pierwsza miłość bohaterowie uczestniczą w zawodach paintballa.
- W filmie Och, Karol 2 bohaterowie biorą udział w walce paintballowej.
- W serialu Teoria wielkiego podrywu czterej główni bohaterowie są graczami paintballowej drużyny uniwersyteckiej.
- W serialu Zwariowany świat Malcolma Malcolm i jego ojciec grywają w meczach paintballowych w swoich grupach wiekowych. Jeden z meczów z udziałem Malcolma jest okazją dla jednego z jego przyjaciół do wyswobodzenia się spod władzy nadopiekuńczej matki.
- W serialu animowanym Niesamowity świat Gumballa, Gumball i jego rodzina bierze udział w woodsballu, by rozstrzygnąć spór o zniszczenie tabeli pokazującej osiągnięcia każdego członka rodziny.
- W serialu komediowym Kasia i Tomek bohaterowie biorą udział w leśnych rozgrywkach paintballowych